# بوبلار (محطة مترو أنفاق لندن)
بوبلار (بالإنجليزية: Poplar)‏ هي إحدى محطات مترو أنفاق لندن. تقع على خط قطار دوكلاندز الخفيف) أفتتحت في المنطقة (Zone) رقم 2 أفتتحت في 21 أغسطس 1987.